# Élections législatives de 1962 dans le Nord
Les élections législatives françaises de 1962 se déroulent les 18 et 25 novembre 1962. Dans le département du Nord, vingt-trois députés sont à élire dans le cadre de vingt-trois circonscriptions.

## Élus
| Circonscription | Député sortant         | Parti | Parti | Député élu ou réélu | Parti | Parti   |
| --------------- | ---------------------- | ----- | ----- | ------------------- | ----- | ------- |
| 1re             | Bertrand Motte         |       | CNIP  | Louis Christiaens   |       | UNR-UDT |
| 2e              | Henri Duterne          |       | UNR   | Henri Duterne       |       | UNR-UDT |
| 3e              | Léon Delbecque         |       | UNR   | Liévin Danel        |       | UNR-UDT |
| 4e              | Madeleine Martinache   |       | UNR   | Arthur Cornette     |       | SFIO    |
| 5e              | Georges Brice          |       | UNR   | Arthur Notebart     |       | SFIO    |
| 6e              | Eugène Van der Meersch |       | UNR   | Marceau Laurent     |       | SFIO    |
| 7e              | Joseph Frys            |       | UNR   | Joseph Frys         |       | UNR-UDT |
| 8e              | André Diligent         |       | MRP   | Pierre Herman       |       | UNR-UDT |
| 9e              | René Lecocq            |       | UNR   | René Lecocq         |       | UNR-UDT |
| 10e             | Maurice Schumann       |       | MRP   | Maurice Schumann    |       | MRP     |
| 11e             | Albert Denvers         |       | SFIO  | Albert Denvers      |       | SFIO    |
| 12e             | Paul Reynaud           |       | CNIP  | Jules Houcke        |       | UNR-UDT |
| 13e             | Auguste Damette        |       | UNR   | Auguste Damette     |       | UNR-UDT |
| 14e             | Carlos Dolez           |       | MRP   | Henri Martel        |       | PCF     |
| 15e             | Georges Sarazin        |       | UNR   | Arthur Ramette      |       | PCF     |
| 16e             | Raymond Gernez         |       | SFIO  | Raymond Gernez      |       | SFIO    |
| 17e             | Narcisse Pavot         |       | SFIO  | Narcisse Pavot      |       | SFIO    |
| 18e             | Ernest Denis           |       | UNR   | Georges Bustin      |       | PCF     |
| 19e             | Pierre Carous          |       | UNR   | Arthur Musmeaux     |       | PCF     |
| 20e             | Fernand Duchâteau      |       | SFIO  | Henri Fiévez        |       | PCF     |
| 21e             | Arthur Moulin          |       | UNR   | Arthur Moulin       |       | UNR-UDT |
| 22e             | Pierre Forest          |       | SFIO  | Pierre Forest       |       | SFIO    |
| 23e             | Paul Bécue             |       | UNR   | Paul Bécue          |       | UNR-UDT |

## Résultats

### Résultats à l'échelle du département
| Parti          | Parti                                          | Premier tour | Premier tour | Second tour | Second tour | Sièges |
| Parti          | Parti                                          | Voix         | %            | Voix        | %           | Sièges |
| -------------- | ---------------------------------------------- | ------------ | ------------ | ----------- | ----------- | ------ |
|                | Union pour la nouvelle République (UDT)        | 320 893      | 31,83        | 429 999     | 43,10       | 10     |
|                | Modérés                                        | 22 622       | 2,24         | Retrait     | Retrait     | 0      |
|                | Divers droite (gaulliste)                      | 3 930        | 0,39         | Retrait     | Retrait     | 0      |
|                | Majorité présidentielle                        | 347 445      | 34,48        | 429 999     | 43,10       | 10     |
|                |                                                |              |              |             |             |        |
|                | Mouvement républicain populaire                | 84 830       | 8,42         | 57 786      | 5,79        | 1      |
|                | Centre national des indépendants et paysans    | 66 340       | 6,58         | 4 547       | 0,46        | 0      |
|                | Centre démocratique                            | 151 170      | 15,00        | 62 333      | 6,25        | 1      |
|                |                                                |              |              |             |             |        |
|                | Section française de l'Internationale ouvrière | 251 164      | 24,92        | 329 264     | 33,01       | 7      |
|                | Parti communiste français                      | 242 765      | 24,09        | 173 614     | 17,40       | 5      |
|                | Extrême droite                                 | 9 163        | 0,91         | 2 353       | 0,24        | 0      |
|                | Parti socialiste unifié                        | 6 011        | 0,60         | Retrait     | Retrait     | 0      |
|                |                                                |              |              |             |             |        |
| Inscrits       | Inscrits                                       | 1 301 928    | 100,00       | 1 259 503   | 100,00      | 23     |
| Abstentions    | Abstentions                                    | 269 384      | 20,69        | 225 409     | 17,9        |        |
| Votants        | Votants                                        | 1 032 544    | 79,31        | 1 034 094   | 82,1        |        |
| Blancs et nuls | Blancs et nuls                                 | 24 826       | 2,4          | 36 531      | 3,53        |        |
| Exprimés       | Exprimés                                       | 1 007 718    | 97,6         | 997 563     | 96,47       |        |

### Résultats par circonscription

#### Première circonscription (Lille-Centre)
| Candidat       | Candidat               | Parti          | Premier tour | Premier tour | Second tour | Second tour |  |
| Candidat       | Candidat               | Parti          | Voix         | %            | Voix        | %           |  |
| -------------- | ---------------------- | -------------- | ------------ | ------------ | ----------- | ----------- |  |
|                | Louis Christiaens élu  | UNR-UDT        | 14 986       | 43,72        | 24 181      | 73,92       |  |
|                | Bertrand Motte sortant | CNIP           | 5 896        | 17,2         | Retrait     | Retrait     |  |
|                | Georges Delfosse       | MRP            | 5 175        | 26,08        | Retrait     | Retrait     |  |
|                | André Simoens          | PCF            | 4 513        | 13,17        | 8 531       | 26,08       |  |
|                | Armand Lebleu          | PSU            | 2 854        | 8,33         | Retrait     | Retrait     |  |
|                | Guy Henninot           | Modérés        | 853          | 2,49         |             |             |  |
|                |                        |                |              |              |             |             |  |
| Inscrits       | Inscrits               | Inscrits       | 45 742       | 100,00       | 45 742      | 100,00      |  |
| Abstentions    | Abstentions            | Abstentions    | 10 283       | 22,48        | 10 096      | 22,07       |  |
| Votants        | Votants                | Votants        | 35 459       | 77,52        | 35 646      | 77,93       |  |
| Blancs et nuls | Blancs et nuls         | Blancs et nuls | 1 182        | 3,33         | 2 934       | 8,23        |  |
| Exprimés       | Exprimés               | Exprimés       | 34 277       | 96,67        | 32 712      | 91,77       |  |

#### Deuxième circonscription (Lille-Sud)
| Candidat       | Candidat                    | Parti          | Premier tour | Premier tour | Second tour | Second tour |  |
| Candidat       | Candidat                    | Parti          | Voix         | %            | Voix        | %           |  |
| -------------- | --------------------------- | -------------- | ------------ | ------------ | ----------- | ----------- |  |
|                | Henri Duterne sortant réélu | UNR-UDT        | 15 961       | 40,62        | 21 800      | 53,86       |  |
|                | Rachel Lempereur            | SFIO           | 11 336       | 28,85        | 18 673      | 46,14       |  |
|                | Hector Viron                | PCF            | 6 464        | 16,45        | Retrait     | Retrait     |  |
|                | Émile Coliche               | MRP            | 3 045        | 7,75         | Retrait     | Retrait     |  |
|                | Gustave Rombaut             | CNIP           | 1 905        | 4,85         |             |             |  |
|                | Robert Ruaux                | Modérés        | 587          | 1,49         |             |             |  |
|                |                             |                |              |              |             |             |  |
| Inscrits       | Inscrits                    | Inscrits       | 54 003       | 100,00       | 54 003      | 100,00      |  |
| Abstentions    | Abstentions                 | Abstentions    | 13 494       | 24,99        | 11 915      | 22,06       |  |
| Votants        | Votants                     | Votants        | 40 509       | 75,01        | 42 088      | 77,94       |  |
| Blancs et nuls | Blancs et nuls              | Blancs et nuls | 1 211        | 2,99         | 1 615       | 3,84        |  |
| Exprimés       | Exprimés                    | Exprimés       | 39 298       | 97,01        | 40 473      | 96,16       |  |

#### Troisième circonscription (Lille-Nord)
| Candidat       | Candidat               | Parti          | Premier tour | Premier tour | Second tour | Second tour |  |
| Candidat       | Candidat               | Parti          | Voix         | %            | Voix        | %           |  |
| -------------- | ---------------------- | -------------- | ------------ | ------------ | ----------- | ----------- |  |
|                | Liévin Danel élu       | UNR-UDT        | 14 599       | 43,58        | 20 837      | 61          |  |
|                | Joseph Lussiez         | SFIO           | 5 968        | 17,81        | 13 321      | 39          |  |
|                | Albert Landrie         | PCF            | 5 470        | 16,33        | Retrait     | Retrait     |  |
|                | Paul Desmoutier        | MRP            | 4 469        | 13,34        | Retrait     | Retrait     |  |
|                | Marcel Veroone         | Extrême droite | 1 628        | 4,86         |             |             |  |
|                | Léon Delbecque sortant | CNIP           | 1 369        | 4,09         |             |             |  |
|                |                        |                |              |              |             |             |  |
| Inscrits       | Inscrits               | Inscrits       | 45 742       | 100,00       | 45 742      | 100,00      |  |
| Abstentions    | Abstentions            | Abstentions    | 11 168       | 24,42        | 10 057      | 21,99       |  |
| Votants        | Votants                | Votants        | 34 574       | 75,58        | 35 685      | 78,01       |  |
| Blancs et nuls | Blancs et nuls         | Blancs et nuls | 1 071        | 3,1          | 1 527       | 4,28        |  |
| Exprimés       | Exprimés               | Exprimés       | 33 503       | 96,9         | 34 158      | 95,72       |  |

#### Quatrième circonscription (Lille-Est)
| Candidat       | Candidat                      | Parti          | Premier tour | Premier tour | Second tour | Second tour |  |
| Candidat       | Candidat                      | Parti          | Voix         | %            | Voix        | %           |  |
| -------------- | ----------------------------- | -------------- | ------------ | ------------ | ----------- | ----------- |  |
|                | Madeleine Martinache sortante | UNR-UDT        | 9 475        | 32,03        | 14 706      | 47,63       |  |
|                | Arthur Cornette élu           | SFIO           | 7 229        | 24,44        | 16 171      | 52,37       |  |
|                | Henri Coursier                | PCF            | 6 525        | 22,06        | Retrait     | Retrait     |  |
|                | Arthur François               | Modérés        | 4 584        | 15,5         | Retrait     | Retrait     |  |
|                | Michel Meura                  | MRP            | 1 769        | 5,98         | Retrait     | Retrait     |  |
|                |                               |                |              |              |             |             |  |
| Inscrits       | Inscrits                      | Inscrits       | 40 080       | 100,00       | 40 077      | 100,00      |  |
| Abstentions    | Abstentions                   | Abstentions    | 9 818        | 24,5         | 8 029       | 20,03       |  |
| Votants        | Votants                       | Votants        | 30 262       | 75,5         | 32 048      | 79,97       |  |
| Blancs et nuls | Blancs et nuls                | Blancs et nuls | 680          | 2,25         | 1 171       | 3,65        |  |
| Exprimés       | Exprimés                      | Exprimés       | 29 582       | 97,75        | 30 877      | 96,35       |  |

#### Cinquième circonscription (Haubourdin)
| Candidat       | Candidat              | Parti          | Premier tour | Premier tour | Second tour | Second tour |  |
| Candidat       | Candidat              | Parti          | Voix         | %            | Voix        | %           |  |
| -------------- | --------------------- | -------------- | ------------ | ------------ | ----------- | ----------- |  |
|                | Arthur Notebart élu   | SFIO           | 15 997       | 36,05        | 25 167      | 55,22       |  |
|                | Jeanne Devaux         | UNR-UDT        | 13 046       | 29,4         | 20 408      | 44,78       |  |
|                | Jean-Marie Fossier    | PCF            | 7 636        | 17,21        | Retrait     | Retrait     |  |
|                | Joseph Delecroix      | MRP            | 3 898        | 8,79         | Retrait     | Retrait     |  |
|                | Georges Brice sortant | Extrême droite | 3 794        | 8,55         | Retrait     | Retrait     |  |
|                |                       |                |              |              |             |             |  |
| Inscrits       | Inscrits              | Inscrits       | 55 437       | 100,00       | 55 437      | 100,00      |  |
| Abstentions    | Abstentions           | Abstentions    | 9 976        | 18           | 8 260       | 14,9        |  |
| Votants        | Votants               | Votants        | 45 461       | 82           | 47 177      | 85,1        |  |
| Blancs et nuls | Blancs et nuls        | Blancs et nuls | 1 090        | 2,4          | 1 602       | 3,4         |  |
| Exprimés       | Exprimés              | Exprimés       | 44 371       | 97,6         | 45 575      | 96,6        |  |

#### Sixième circonscription (Seclin)
| Candidat       | Candidat                       | Parti          | Premier tour | Premier tour | Second tour | Second tour |  |
| Candidat       | Candidat                       | Parti          | Voix         | %            | Voix        | %           |  |
| -------------- | ------------------------------ | -------------- | ------------ | ------------ | ----------- | ----------- |  |
|                | Eugène Van der Meersch sortant | UNR-UDT        | 16 164       | 36,55        | 21 578      | 47,09       |  |
|                | Marceau Laurent élu            | SFIO           | 12 445       | 28,14        | 24 248      | 52,91       |  |
|                | Paul Durot                     | PCF            | 10 059       | 22,75        | Retrait     | Retrait     |  |
|                | Pierre Six                     | Modérés        | 2 966        | 6,71         | Retrait     | Retrait     |  |
|                | Pierre Cardon                  | MRP            | 2 585        | 5,85         | Retrait     | Retrait     |  |
|                |                                |                |              |              |             |             |  |
| Inscrits       | Inscrits                       | Inscrits       | 54 623       | 100,00       | 54 617      | 100,00      |  |
| Abstentions    | Abstentions                    | Abstentions    | 9 498        | 17,39        | 7 305       | 13,37       |  |
| Votants        | Votants                        | Votants        | 45 125       | 82,61        | 47 312      | 86,63       |  |
| Blancs et nuls | Blancs et nuls                 | Blancs et nuls | 906          | 2,01         | 1 486       | 3,14        |  |
| Exprimés       | Exprimés                       | Exprimés       | 44 219       | 97,99        | 45 826      | 96,86       |  |

#### Septième circonscription (Roubaix-Est)
| Candidat       | Candidat                  | Parti          | Premier tour | Premier tour | Second tour | Second tour |  |
| Candidat       | Candidat                  | Parti          | Voix         | %            | Voix        | %           |  |
| -------------- | ------------------------- | -------------- | ------------ | ------------ | ----------- | ----------- |  |
|                | Joseph Frys sortant réélu | UNR-UDT        | 19 696       | 34,21        | 28 576      | 47,42       |  |
|                | Victor Provo              | SFIO           | 17 118       | 29,73        | 27 134      | 45,03       |  |
|                | Gustave Ansart            | PCF            | 9 101        | 15,81        | Retrait     | Retrait     |  |
|                | Jean Desmarets            | CNIP           | 5 831        | 10,13        | 4 547       | 7,55        |  |
|                | Georges Muteau            | MRP            | 5 829        | 10,12        | Retrait     | Retrait     |  |
|                |                           |                |              |              |             |             |  |
| Inscrits       | Inscrits                  | Inscrits       | 73 974       | 100,00       | 73 974      | 100,00      |  |
| Abstentions    | Abstentions               | Abstentions    | 14 871       | 20,1         | 11 809      | 15,96       |  |
| Votants        | Votants                   | Votants        | 59 103       | 79,9         | 62 165      | 84,04       |  |
| Blancs et nuls | Blancs et nuls            | Blancs et nuls | 1 528        | 2,59         | 1 908       | 3,07        |  |
| Exprimés       | Exprimés                  | Exprimés       | 57 575       | 97,41        | 60 257      | 96,93       |  |

#### Huitième circonscription (Roubaix-Ouest)
| Candidat       | Candidat               | Parti                     | Premier tour | Premier tour | Second tour | Second tour |  |
| Candidat       | Candidat               | Parti                     | Voix         | %            | Voix        | %           |  |
| -------------- | ---------------------- | ------------------------- | ------------ | ------------ | ----------- | ----------- |  |
|                | Pierre Herman élu      | UNR-UDT                   | 14 826       | 30,34        | 26 729      | 53,94       |  |
|                | Marcel Guislain        | SFIO                      | 12 588       | 25,76        | 22 824      | 46,06       |  |
|                | Pierre Charret         | PCF                       | 9 145        | 18,71        | Retrait     | Retrait     |  |
|                | André Diligent sortant | MRP                       | 6 235        | 12,76        | Retrait     | Retrait     |  |
|                | Jules Mullié           | Divers droite (Gaulliste) | 3 930        | 8,04         | Retrait     | Retrait     |  |
|                | Monique Delettre       | CNIP                      | 2 147        | 4,39         |             |             |  |
|                |                        |                           |              |              |             |             |  |
| Inscrits       | Inscrits               | Inscrits                  | 64 238       | 100,00       | 64 238      | 100,00      |  |
| Abstentions    | Abstentions            | Abstentions               | 13 787       | 21,46        | 12 578      | 19,58       |  |
| Votants        | Votants                | Votants                   | 50 451       | 78,54        | 51 660      | 80,42       |  |
| Blancs et nuls | Blancs et nuls         | Blancs et nuls            | 1 580        | 3,13         | 2 107       | 4,08        |  |
| Exprimés       | Exprimés               | Exprimés                  | 48 871       | 96,87        | 49 553      | 95,92       |  |

#### Neuvième circonscription (Tourcoing)
| Candidat       | Candidat                  | Parti          | Premier tour | Premier tour | Second tour | Second tour |  |
| Candidat       | Candidat                  | Parti          | Voix         | %            | Voix        | %           |  |
| -------------- | ------------------------- | -------------- | ------------ | ------------ | ----------- | ----------- |  |
|                | René Lecocq sortant réélu | UNR-UDT        | 28 269       | 49,95        | 37 496      | 65,7        |  |
|                | René Debesson             | SFIO           | 10 554       | 18,65        | 19 575      | 34,3        |  |
|                | Louis Lallemand           | PCF            | 7 959        | 14,06        | Retrait     | Retrait     |  |
|                | Guy Chatiliez             | MRP            | 4 996        | 8,83         | Retrait     | Retrait     |  |
|                | Denis Lecroart            | CNIP           | 4 822        | 8,52         | Retrait     | Retrait     |  |
|                |                           |                |              |              |             |             |  |
| Inscrits       | Inscrits                  | Inscrits       | 71 098       | 100,00       | 71 098      | 100,00      |  |
| Abstentions    | Abstentions               | Abstentions    | 13 064       | 18,37        | 11 847      | 16,66       |  |
| Votants        | Votants                   | Votants        | 58 034       | 81,63        | 59 251      | 83,34       |  |
| Blancs et nuls | Blancs et nuls            | Blancs et nuls | 1 434        | 2,47         | 2 180       | 3,68        |  |
| Exprimés       | Exprimés                  | Exprimés       | 56 600       | 97,53        | 57 071      | 96,32       |  |

#### Dixième circonscription (Armentières)
| Candidat       | Candidat                       | Parti          | Premier tour | Premier tour | Second tour | Second tour |  |
| Candidat       | Candidat                       | Parti          | Voix         | %            | Voix        | %           |  |
| -------------- | ------------------------------ | -------------- | ------------ | ------------ | ----------- | ----------- |  |
|                | Maurice Schumann sortant réélu | MRP            | 24 970       | 46,12        | 32 280      | 57,94       |  |
|                | Gérard Haesebroeck             | SFIO           | 11 590       | 21,41        | 23 430      | 42,06       |  |
|                | Charles Minnekeer              | PCF            | 10 448       | 19,3         | Retrait     | Retrait     |  |
|                | Jacques Houssin                | Modérés        | 7 131        | 13,17        | Retrait     | Retrait     |  |
|                |                                |                |              |              |             |             |  |
| Inscrits       | Inscrits                       | Inscrits       | 66 632       | 100,00       | 66 632      | 100,00      |  |
| Abstentions    | Abstentions                    | Abstentions    | 10 854       | 16,29        | 8 726       | 13,1        |  |
| Votants        | Votants                        | Votants        | 55 778       | 83,71        | 57 906      | 86,9        |  |
| Blancs et nuls | Blancs et nuls                 | Blancs et nuls | 1 639        | 2,94         | 2 196       | 3,79        |  |
| Exprimés       | Exprimés                       | Exprimés       | 54 139       | 97,06        | 55 710      | 96,21       |  |

#### Onzième circonscription (Dunkerque)
| Candidat       | Candidat                     | Parti          | Premier tour | Premier tour | Second tour | Second tour |  |
| Candidat       | Candidat                     | Parti          | Voix         | %            | Voix        | %           |  |
| -------------- | ---------------------------- | -------------- | ------------ | ------------ | ----------- | ----------- |  |
|                | Albert Denvers sortant réélu | SFIO           | 26 306       | 44,92        | 35 689      | 59,03       |  |
|                | Paul Waucquier               | UNR-UDT        | 18 920       | 32,3         | 24 767      | 40,97       |  |
|                | Gaston Tirmarche             | PCF            | 9 853        | 16,82        | Retrait     | Retrait     |  |
|                | Pierre Ziegler               | MRP            | 3 489        | 5,96         | Retrait     | Retrait     |  |
|                |                              |                |              |              |             |             |  |
| Inscrits       | Inscrits                     | Inscrits       | 80 068       | 100,00       | 80 069      | 100,00      |  |
| Abstentions    | Abstentions                  | Abstentions    | 20 408       | 25,49        | 18 232      | 22,77       |  |
| Votants        | Votants                      | Votants        | 59 660       | 74,51        | 61 837      | 77,23       |  |
| Blancs et nuls | Blancs et nuls               | Blancs et nuls | 1 092        | 1,83         | 1 381       | 2,23        |  |
| Exprimés       | Exprimés                     | Exprimés       | 58 568       | 98,17        | 60 456      | 97,77       |  |

#### Douzième circonscription (Bergues)
|                | Jules Houcke élu         | UNR-UDT        | 21 322 | 61,47  |  |  |  |
|                | Paul Reynaud sortant     | CNIP           | 6 665  | 19,21  |  |  |  |
|                | Ivan Ginioux             | PSU            | 3 157  | 9,1    |  |  |  |
|                | Michel Henri             | PCF            | 2 813  | 8,11   |  |  |  |
|                | Bernard Moccelin         | UFF            | 475    | 1,37   |  |  |  |
|                | Emmanuel Beau de Loménie | Extrême droite | 256    | 0,74   |  |  |  |
|                |                          |                |        |        |  |  |  |
| Inscrits       | Inscrits                 | Inscrits       | 42 415 | 100,00 |  |  |  |
| Abstentions    | Abstentions              | Abstentions    | 6 418  | 15,13  |  |  |  |
| Votants        | Votants                  | Votants        | 35 997 | 84,87  |  |  |  |
| Blancs et nuls | Blancs et nuls           | Blancs et nuls | 1 309  | 3,64   |  |  |  |
| Exprimés       | Exprimés                 | Exprimés       | 34 688 | 96,36  |  |  |  |

#### Treizième circonscription (Hazebrouck)
| Candidat       | Candidat                      | Parti          | Premier tour | Premier tour | Second tour | Second tour |  |
| Candidat       | Candidat                      | Parti          | Voix         | %            | Voix        | %           |  |
| -------------- | ----------------------------- | -------------- | ------------ | ------------ | ----------- | ----------- |  |
|                | Auguste Damette sortant réélu | UNR-UDT        | 15 848       | 41,34        | 24 120      | 62,71       |  |
|                | Noël Josèphe                  | SFIO           | 8 392        | 21,89        | 14 345      | 37,29       |  |
|                | Henri Desbuquois              | MRP            | 7 246        | 18,9         | Retrait     | Retrait     |  |
|                | Albert Radenne                | PCF            | 3 792        | 9,89         | Retrait     | Retrait     |  |
|                | Louis Pétillon                | CNIP           | 3 058        | 7,98         | Retrait     | Retrait     |  |
|                |                               |                |              |              |             |             |  |
| Inscrits       | Inscrits                      | Inscrits       | 46 763       | 100,00       | 46 760      | 100,00      |  |
| Abstentions    | Abstentions                   | Abstentions    | 7 482        | 16           | 6 692       | 14,31       |  |
| Votants        | Votants                       | Votants        | 39 281       | 84           | 40 068      | 85,69       |  |
| Blancs et nuls | Blancs et nuls                | Blancs et nuls | 945          | 2,41         | 1 603       | 4           |  |
| Exprimés       | Exprimés                      | Exprimés       | 38 336       | 97,59        | 38 465      | 96          |  |

#### Quatorzième circonscription (Douai-Nord)
| Candidat       | Candidat             | Parti          | Premier tour | Premier tour | Second tour | Second tour |  |
| Candidat       | Candidat             | Parti          | Voix         | %            | Voix        | %           |  |
| -------------- | -------------------- | -------------- | ------------ | ------------ | ----------- | ----------- |  |
|                | Henri Martel élu     | PCF            | 20 633       | 39,82        | 29 277      | 53,44       |  |
|                | Carlos Dolez sortant | MRP            | 19 076       | 36,81        | 25 506      | 46,56       |  |
|                | André Canivez        | SFIO           | 12 108       | 23,37        | Retrait     | Retrait     |  |
|                |                      |                |              |              |             |             |  |
| Inscrits       | Inscrits             | Inscrits       | 68 518       | 100,00       | 68 518      | 100,00      |  |
| Abstentions    | Abstentions          | Abstentions    | 15 022       | 21,92        | 11 968      | 17,47       |  |
| Votants        | Votants              | Votants        | 53 496       | 78,08        | 56 550      | 82,53       |  |
| Blancs et nuls | Blancs et nuls       | Blancs et nuls | 1 679        | 3,14         | 1 767       | 3,12        |  |
| Exprimés       | Exprimés             | Exprimés       | 51 817       | 96,86        | 54 783      | 96,88       |  |

#### Quinzième circonscription (Douai-Sud)
| Candidat       | Candidat                | Parti          | Premier tour | Premier tour | Second tour | Second tour |  |
| Candidat       | Candidat                | Parti          | Voix         | %            | Voix        | %           |  |
| -------------- | ----------------------- | -------------- | ------------ | ------------ | ----------- | ----------- |  |
|                | Arthur Ramette élu      | PCF            | 20 350       | 44,38        | 26 204      | 55,36       |  |
|                | Georges Sarazin sortant | UNR-UDT        | 15 959       | 34,81        | 21 132      | 44,64       |  |
|                | Paul Boillet            | SFIO           | 7 761        | 16,93        | Retrait     | Retrait     |  |
|                | Joseph Butruille        | CNIP           | 1 782        | 3,89         |             |             |  |
|                |                         |                |              |              |             |             |  |
| Inscrits       | Inscrits                | Inscrits       | 58 386       | 100,00       | 58 386      | 100,00      |  |
| Abstentions    | Abstentions             | Abstentions    | 11 631       | 19,92        | 9 431       | 16,15       |  |
| Votants        | Votants                 | Votants        | 46 755       | 80,08        | 48 955      | 83,85       |  |
| Blancs et nuls | Blancs et nuls          | Blancs et nuls | 903          | 1,93         | 1 619       | 3,31        |  |
| Exprimés       | Exprimés                | Exprimés       | 45 852       | 98,07        | 47 336      | 96,69       |  |

#### Seizième circonscription (Cambrai)
| Candidat       | Candidat                     | Parti          | Premier tour | Premier tour | Second tour | Second tour |  |
| Candidat       | Candidat                     | Parti          | Voix         | %            | Voix        | %           |  |
| -------------- | ---------------------------- | -------------- | ------------ | ------------ | ----------- | ----------- |  |
|                | Raymond Gernez sortant réélu | SFIO           | 16 132       | 36,2         | 28 436      | 62,31       |  |
|                | Octave Decupère              | UNR-UDT        | 12 384       | 27,79        | 17 199      | 37,69       |  |
|                | François Courbet             | PCF            | 11 007       | 24,7         | Retrait     | Retrait     |  |
|                | Charles Delloye              | CNIP           | 2 981        | 6,69         | Retrait     | Retrait     |  |
|                | Jacques Melon                | MRP            | 2 057        | 4,62         |             |             |  |
|                |                              |                |              |              |             |             |  |
| Inscrits       | Inscrits                     | Inscrits       | 58 721       | 100,00       | 58 722      | 100,00      |  |
| Abstentions    | Abstentions                  | Abstentions    | 13 135       | 22,37        | 11 451      | 19,5        |  |
| Votants        | Votants                      | Votants        | 45 586       | 77,63        | 47 271      | 80,5        |  |
| Blancs et nuls | Blancs et nuls               | Blancs et nuls | 1 025        | 2,25         | 1 636       | 3,46        |  |
| Exprimés       | Exprimés                     | Exprimés       | 44 561       | 97,75        | 45 635      | 96,54       |  |

#### Dix-septième circonscription (Le Cateau-Cambrésis)
| Candidat       | Candidat                     | Parti          | Premier tour | Premier tour | Second tour | Second tour |  |
| Candidat       | Candidat                     | Parti          | Voix         | %            | Voix        | %           |  |
| -------------- | ---------------------------- | -------------- | ------------ | ------------ | ----------- | ----------- |  |
|                | Narcisse Pavot sortant réélu | SFIO           | 10 934       | 29,41        | 22 963      | 60,47       |  |
|                | André Broyot                 | UNR-UDT        | 8 742        | 23,51        | 15 009      | 39,53       |  |
|                | Paul Leloir                  | PCF            | 8 705        | 23,41        | Retrait     | Retrait     |  |
|                | Alfred Dehé                  | CNIP           | 5 925        | 15,93        | Retrait     | Retrait     |  |
|                | Michel Senez                 | MRP            | 2 870        | 7,72         | Retrait     | Retrait     |  |
|                |                              |                |              |              |             |             |  |
| Inscrits       | Inscrits                     | Inscrits       | 46 995       | 100,00       | 46 991      | 100,00      |  |
| Abstentions    | Abstentions                  | Abstentions    | 8 950        | 19,04        | 7 611       | 16,2        |  |
| Votants        | Votants                      | Votants        | 38 045       | 80,96        | 39 380      | 83,8        |  |
| Blancs et nuls | Blancs et nuls               | Blancs et nuls | 869          | 2,28         | 1 408       | 3,58        |  |
| Exprimés       | Exprimés                     | Exprimés       | 37 176       | 97,72        | 37 972      | 96,42       |  |

#### Dix-huitième circonscription (Valenciennes-Est)
| Candidat       | Candidat           | Parti          | Premier tour | Premier tour | Second tour | Second tour |  |
| Candidat       | Candidat           | Parti          | Voix         | %            | Voix        | %           |  |
| -------------- | ------------------ | -------------- | ------------ | ------------ | ----------- | ----------- |  |
|                | Georges Bustin élu | PCF            | 16 385       | 41,43        | 21 874      | 52,92       |  |
|                | Armand Évrard      | UNR-UDT        | 10 931       | 27,64        | 17 110      | 41,39       |  |
|                | Tarsyle Dewasmes   | SFIO           | 7 250        | 18,33        | Retrait     | Retrait     |  |
|                | Ernest Denis       | Extrême droite | 2 455        | 6,21         | 2 353       | 5,69        |  |
|                | Émile Mégueule     | MRP            | 1 642        | 4,15         |             |             |  |
|                | Jean Caudrelier    | CNIP           | 888          | 2,25         |             |             |  |
|                |                    |                |              |              |             |             |  |
| Inscrits       | Inscrits           | Inscrits       | 52 084       | 100,00       | 52 080      | 100,00      |  |
| Abstentions    | Abstentions        | Abstentions    | 11 670       | 22,41        | 9 547       | 18,33       |  |
| Votants        | Votants            | Votants        | 40 414       | 77,59        | 42 533      | 81,67       |  |
| Blancs et nuls | Blancs et nuls     | Blancs et nuls | 863          | 2,14         | 1 196       | 2,81        |  |
| Exprimés       | Exprimés           | Exprimés       | 39 551       | 97,86        | 41 337      | 97,19       |  |

#### Dix-neuvième circonscription (Valenciennes-Nord)
| Candidat       | Candidat              | Parti          | Premier tour | Premier tour | Second tour | Second tour |  |
| Candidat       | Candidat              | Parti          | Voix         | %            | Voix        | %           |  |
| -------------- | --------------------- | -------------- | ------------ | ------------ | ----------- | ----------- |  |
|                | Arthur Musmeaux élu   | PCF            | 18 813       | 34,96        | 28 385      | 52,69       |  |
|                | Pierre Carous sortant | UNR-UDT        | 16 991       | 31,58        | 25 485      | 47,31       |  |
|                | Georges Donnez        | SFIO           | 14 785       | 27,48        | Retrait     | Retrait     |  |
|                | Pierre Jonas          | MRP            | 1 762        | 3,27         |             |             |  |
|                | Jean Davaine          | CNIP           | 905          | 1,68         |             |             |  |
|                | Marcel Draux          | Extrême droite | 555          | 1,03         |             |             |  |
|                |                       |                |              |              |             |             |  |
| Inscrits       | Inscrits              | Inscrits       | 69 888       | 100,00       | 69 886      | 100,00      |  |
| Abstentions    | Abstentions           | Abstentions    | 15 177       | 21,72        | 13 668      | 19,56       |  |
| Votants        | Votants               | Votants        | 54 711       | 78,28        | 56 218      | 80,44       |  |
| Blancs et nuls | Blancs et nuls        | Blancs et nuls | 900          | 1,65         | 2 348       | 4,18        |  |
| Exprimés       | Exprimés              | Exprimés       | 53 811       | 98,35        | 53 870      | 95,82       |  |

#### Vingtième circonscription (Denain)
| Candidat       | Candidat                  | Parti          | Premier tour | Premier tour | Second tour | Second tour |  |
| Candidat       | Candidat                  | Parti          | Voix         | %            | Voix        | %           |  |
| -------------- | ------------------------- | -------------- | ------------ | ------------ | ----------- | ----------- |  |
|                | Henri Fiévez élu          | PCF            | 25 223       | 44,46        | 28 795      | 49,26       |  |
|                | Georges Delbauvre         | UNR-UDT        | 13 484       | 23,77        | 16 820      | 28,77       |  |
|                | Fernand Duchâteau sortant | SFIO           | 13 995       | 24,67        | 12 841      | 21,97       |  |
|                | Charles Brard             | MRP            | 2 793        | 4,92         |             |             |  |
|                | Jean Huyghe               | CNIP           | 1 237        | 2,18         |             |             |  |
|                |                           |                |              |              |             |             |  |
| Inscrits       | Inscrits                  | Inscrits       | 71 380       | 100,00       | 71 374      | 100,00      |  |
| Abstentions    | Abstentions               | Abstentions    | 13 720       | 19,22        | 12 087      | 16,93       |  |
| Votants        | Votants                   | Votants        | 57 660       | 80,78        | 59 287      | 83,07       |  |
| Blancs et nuls | Blancs et nuls            | Blancs et nuls | 928          | 1,61         | 831         | 1,4         |  |
| Exprimés       | Exprimés                  | Exprimés       | 56 732       | 98,39        | 58 456      | 98,6        |  |

#### Vingt-et-unième circonscription (Avesnes-sur-Helpe)
| Candidat       | Candidat                    | Parti          | Premier tour | Premier tour | Second tour | Second tour |  |
| Candidat       | Candidat                    | Parti          | Voix         | %            | Voix        | %           |  |
| -------------- | --------------------------- | -------------- | ------------ | ------------ | ----------- | ----------- |  |
|                | Arthur Moulin sortant réélu | UNR-UDT        | 12 054       | 41,01        | 17 849      | 59,08       |  |
|                | Marcel Ulrici               | PCF            | 6 829        | 23,23        | 12 363      | 40,92       |  |
|                | André Courtin               | SFIO           | 5 222        | 17,77        | Retrait     | Retrait     |  |
|                | Pierre Lagrené              | Modérés        | 3 434        | 11,68        | Retrait     | Retrait     |  |
|                | Edmond Cantinieau           | CNIP           | 1 853        | 6,3          | Retrait     | Retrait     |  |
|                |                             |                |              |              |             |             |  |
| Inscrits       | Inscrits                    | Inscrits       | 39 356       | 100,00       | 39 356      | 100,00      |  |
| Abstentions    | Abstentions                 | Abstentions    | 9 327        | 23,7         | 7 710       | 19,59       |  |
| Votants        | Votants                     | Votants        | 30 029       | 76,3         | 31 646      | 80,41       |  |
| Blancs et nuls | Blancs et nuls              | Blancs et nuls | 637          | 2,12         | 1 434       | 4,53        |  |
| Exprimés       | Exprimés                    | Exprimés       | 29 392       | 97,88        | 30 212      | 95,47       |  |

#### Vingt-deuxième circonscription (Maubeuge)
| Candidat       | Candidat                    | Parti          | Premier tour | Premier tour | Second tour | Second tour |  |
| Candidat       | Candidat                    | Parti          | Voix         | %            | Voix        | %           |  |
| -------------- | --------------------------- | -------------- | ------------ | ------------ | ----------- | ----------- |  |
|                | Pierre Forest sortant réélu | SFIO           | 14 237       | 36,75        | 24 447      | 61,41       |  |
|                | Jean Meunier                | UNR-UDT        | 13 129       | 33,89        | 15 361      | 38,59       |  |
|                | Albert Maton                | PCF            | 11 379       | 29,37        | Retrait     | Retrait     |  |
|                |                             |                |              |              |             |             |  |
| Inscrits       | Inscrits                    | Inscrits       | 50 596       | 100,00       | 50 614      | 100,00      |  |
| Abstentions    | Abstentions                 | Abstentions    | 11 197       | 22,13        | 9 689       | 19,14       |  |
| Votants        | Votants                     | Votants        | 39 399       | 77,87        | 40 925      | 80,86       |  |
| Blancs et nuls | Blancs et nuls              | Blancs et nuls | 654          | 1,66         | 1 117       | 2,73        |  |
| Exprimés       | Exprimés                    | Exprimés       | 38 745       | 98,34        | 39 808      | 97,27       |  |

#### Vingtième-troisième circonscription (Le Quesnoy)
| Candidat       | Candidat                 | Parti          | Premier tour | Premier tour | Second tour | Second tour |  |
| Candidat       | Candidat                 | Parti          | Voix         | %            | Voix        | %           |  |
| -------------- | ------------------------ | -------------- | ------------ | ------------ | ----------- | ----------- |  |
|                | Paul Bécue sortant réélu | UNR-UDT        | 14 107       | 39,13        | 18 836      | 50,88       |  |
|                | Didier Eloy              | PCF            | 9 663        | 26,8         | 18 185      | 49,12       |  |
|                | Léon Constant            | SFIO           | 9 217        | 25,56        | Retrait     | Retrait     |  |
|                | Gustave Martinache       | CNIP           | 3 067        | 8,51         | Retrait     | Retrait     |  |
|                |                          |                |              |              |             |             |  |
| Inscrits       | Inscrits                 | Inscrits       | 45 189       | 100,00       | 45 187      | 100,00      |  |
| Abstentions    | Abstentions              | Abstentions    | 8 434        | 18,66        | 6 701       | 14,83       |  |
| Votants        | Votants                  | Votants        | 36 755       | 81,34        | 38 486      | 85,17       |  |
| Blancs et nuls | Blancs et nuls           | Blancs et nuls | 701          | 1,91         | 1 465       | 3,81        |  |
| Exprimés       | Exprimés                 | Exprimés       | 36 054       | 98,09        | 37 021      | 96,19       |  |